# Bernard Clerfayt
Bernrad Clerfayt (Uccle, 30 dicembre 1961) è un politico belga, membro del Fronte Democratico dei Francofoni. È sindaco di Schaerbeek dal 2001 ed è attualmente vicepresidente del Fronte Democratico dei Francofoni. Come è comune in Belgio ha un doppio mandato ed è stato anche membro della Camera dei rappresentanti dal 2007.

## Biografia
Figlio di Georges (deputato per il Front démocratique francophone dal 1971 al 2003 e presidente di quel partito tra il 1984 ed il 1995), Bernard Clerfayt ha conseguito un master in economia presso l'Université catholique de Louvain (UCLouvain) nel 1986 mentre lavorava come assistente di ricerca presso il Centre for Economic Studies della Katholieke Universiteit Leuven (Centrum voor Economische Studien). Dopo uno stage presso il Fondo Monetario Internazionale a Washington, DC, è entrato a far parte dell'IRES (Economic Analysis Service) presso l'UCLouvain. Ha proseguito la sua carriera come assistente di ricerca ed insegnamento. Ha poi ottenuto la cattedra di Macroeconomia e Economia politica presso la UCLouvain, le Facultés Universitaires catholiques de Mons e le Facultés Universitaires de Lille (1984-1997).
Bernard Clerfayt si unì alla sezione locale a Schaerbeek, dove si era trasferito, nel 1985. Dieci anni dopo, divenne vice sindaco a Schaerbeek e infine sindaco nel 2001. Nel giugno 1989, fu eletto nel Parlamento di Bruxelles e fu rieletto nel 1995, 1999 e 2004. Ha ricoperto diversi incarichi come vicepresidente del Consiglio regionale di Bruxelles e presidente del comitato per l'urbanistica e la politica territoriale. Nel 2007 Clerfayt è stato eletto alla Camera dei rappresentanti e nel 2008 è stato nominato Segretario di Stato federale per le finanze incaricato della modernizzazione del Dipartimento delle finanze, della tassazione ecologica e della lotta contro la frode fiscale. Nel 2010 è stato rieletto nella camera federale.
Clerfayt è stato rieletto sindaco di Schaerbeek nel 2012 a capo di una coalizione di governo del proprio partito con Ecolo (partito verde) e CdH (cristiano-democratici).